# Schaep en Burgh

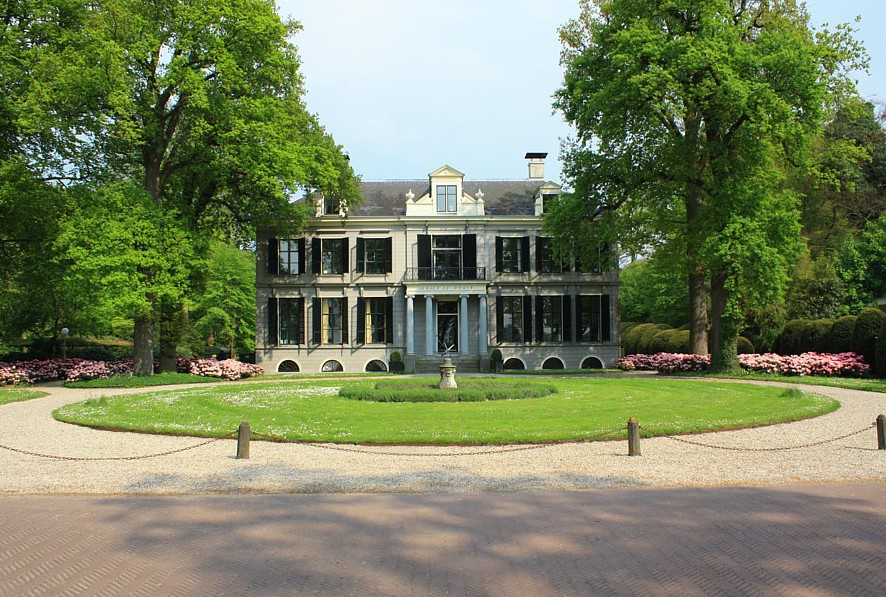
Voorzijde van Schaep en Burgh

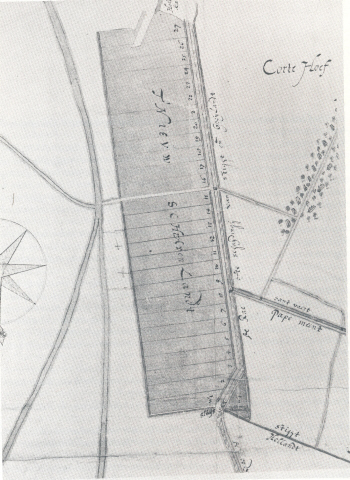
De kavels van 's-Graveland, 1636

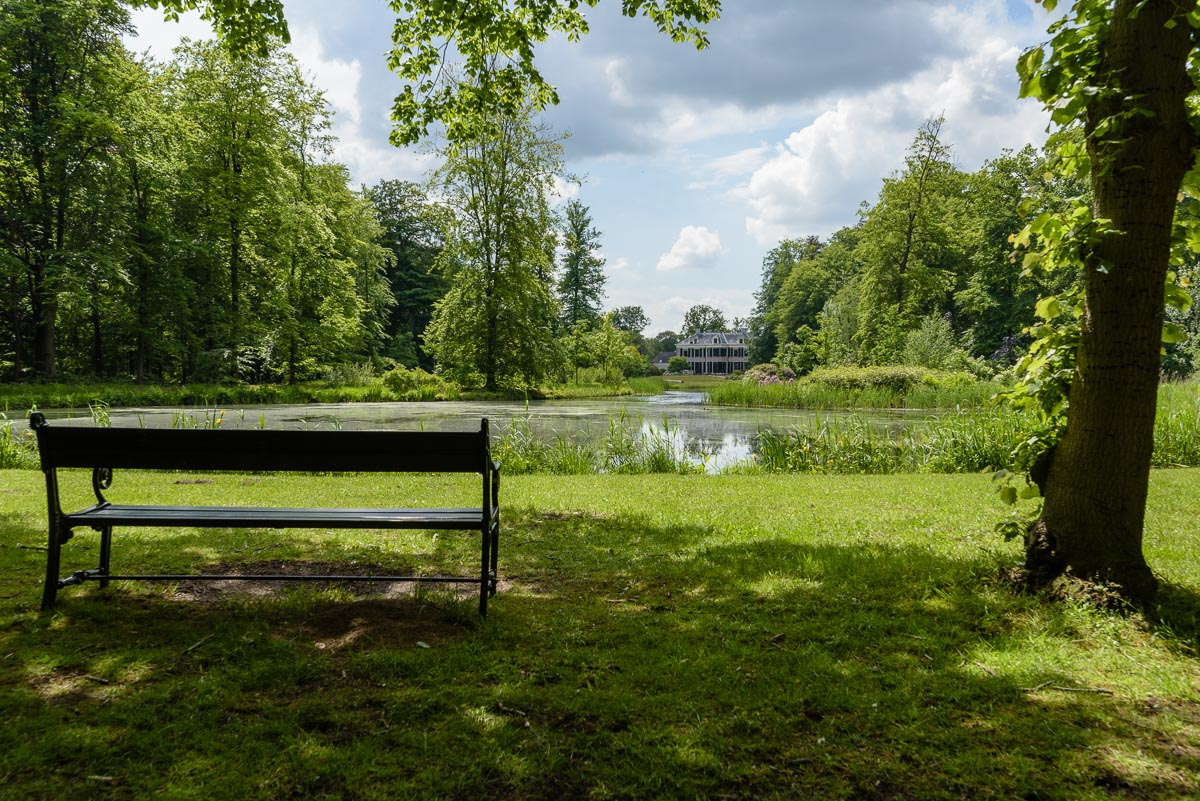
Herstelde vijver De Lindekom met zicht op de achterkant van Schaep en Burgh

Schaep en Burgh of Schaepenburgh is een buitenplaats in 's-Graveland van 25 ha. Het ligt ten noorden van landgoed Boekesteyn. De naam is afkomstig van de stichter Abel Matthijszn Burgh, zoon van een bierbrouwer, en zijn neef en erfgenaam Gerard Schaep. Het hoofdkantoor van Natuurmonumenten bevond zich van 1976 tot eind 2020 in het landhuis. In 2021 nam er een woonwinkel zijn intrek. Het gebied van Scheap en Burgh was een zanderij die later is ingericht als buitenplaats met een park in Engelse stijl.

## Geschiedenis
In de 17de eeuw werden kavels grond in 's-Graveland verkocht. Abel Matthijszn Burgh (1579), in 1609 getrouwd met Maria Cornelisdochter Queeckel, wordt in 1616 regent van het Aelmoesseniers Weeshuis te Amsterdam en in 1620 kapitein der burgerij. Hij koopt ruim twee kavels, de nummers 4 en 5 en een deel van nummer 3. Het andere deel van nummer 3 gaat naar Cornelis van Davelaer, die ook nummer 1 en 2 heeft. Burgh laat een groot huis met toegangspoort en stallen bouwen. Ook werd een boomgaard aangeplant. Door vererving blijft het landgoed tot 1801 in de familie.

### Burgh - Schaep - Bicker
Burgh overlijdt kinderloos in 1646. Een van de vijf erfgenamen is Gerard Simonsz. Schaep. Gerard Schaep is gezant in Denemarken geweest en in latere jaren elfmaal gekozen tot burgemeester van Amsterdam. Hij breidt het landgoed weer uit. Na zijn overlijden in 1666 gaat het landgoed naar zijn achterneef Jan Berndt Schaep, die in 1657 getrouwd is en een dochtertje Maria heeft. Jan Berndt overlijdt echter na vier dagen en Maria is zijn erfgename. Haar voogd beheert haar erfgoed. In 1681 trouwt Maria met Hendrik Bicker, die net tot hoofdingeland is verkozen. In 1691 wordt hij dijkgraaf van de polder. Ook hij is tweemaal burgemeester van Amsterdam geweest. Hij overlijdt in 1718 maar Maria blijft op het landgoed wonen tot haar overlijden in 1725.
De volgende eigenaars zijn Jan Bernd Bicker en Sara Pels. Ook hij wordt dijkgraaf van 's-Graveland. Hij is een van de initiatienemers tot ontginning van het Naarderveldt en zij kopen veel grond bij. Na haar overlijden in 1791 verhuurt hun dochter het huis. Tien jaar later wordt het verkocht aan Mr. Hendrik Daniël van Hoorn, die kort daarna overlijdt. Het landgoed wordt geveild en niet lang daarna verkocht. Tussen 2008 en 2018 heeft Natuurmonumenten verschillende grootschalige herstelwerkzaamheden uitgevoerd. Lanen, beplanting, vijvers, paden en de tuin rond het huis werden ingrijpend in ere hersteld.
In de 17de eeuw heeft de familie Schaep een ijskelder aangelegd. Natuurmonumenten heeft de kelder in 1985 gerestaureerd en geschikt gemaakt voor overwinterende vleermuizen.

### Van Loon

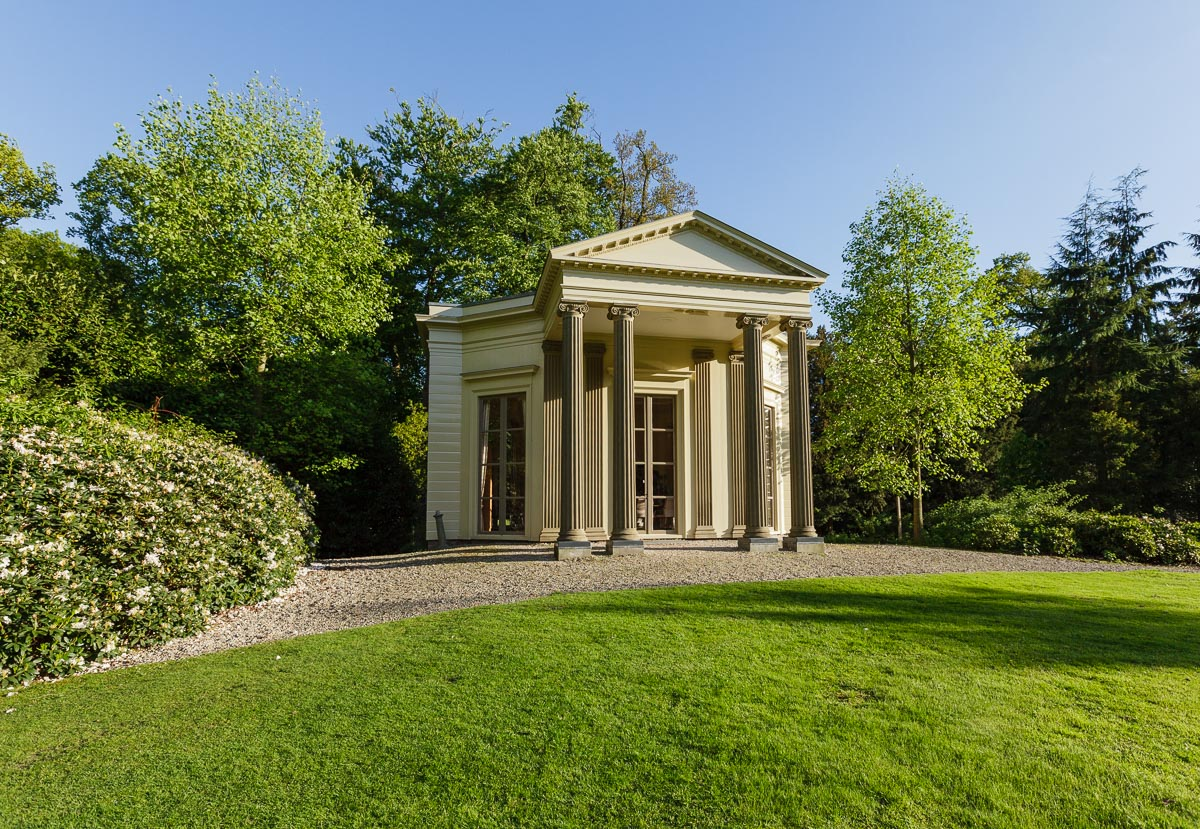
Theehuis, later genoemd Het Capitool

In 1820 laat de toenmalige eigenaar jonkheer Willem van Loon het huis door de Amsterdamse bouwmeester Johannes van Straaten verbouwen en noemt het Swaenenburch. Ook het park wordt naar Engelse Landschapsstijl ingericht door landschapsarchitect Jan David Zocher. Rechte lanen werden vervangen door slingerende paden, ronde vijvers door waterpartijen. Het theehuis Het Capitool is een neoclassicistisch gebouw uit 1820. Het is gebouwd als biljartkamer en later gebruikt als uitzendlocatie voor het televisieprogramma Het Capitool en tot 2013 het radioprogramma Vroege Vogels. Ook is er een slangenmuur te vinden in het park naast de parkeerplaats.

### Dedel
Swaenenburch wordt na het overlijden van mevrouw van Loon in 1877 in drie delen gesplitst. Cornelis Dedel, eigenaar van het aangrenzende Boekesteyn koopt het huis om afbraak tegen te gaan, en verhuurt het. Zijn zoon jhr.mr. W.G. Dedel betrekt het huis na de dood van zijn vader in 1885 en woont er tot 1932. Na de Tweede Wereldoorlog wordt het huis door zijn kinderen verkocht.
In het landhuis met oranjerie en koetshuis bevond zich van 1975 tot 2020 het hoofdkantoor van Vereniging Natuurmonumenten.
In 2002 breekt er brand uit in Het Capitool. Er is grote schade, maar alles wordt herbouwd. In 2004 is het theehuis weer in gebruik genomen.

## Ecologie

### Bodem
De ecologie van het gebied Schaep en Burgh is grotendeels afhankelijk van de zandbodem. Deze zandbodem is vochtdoorlatend en daardoor geschikt als bouwgrond. Het gebied werd om deze reden uitgegraven en het zand werd massaal naar Amsterdam vervoerd. Hierdoor kwam het Schaep & Burgh terrein lager te liggen. Verder zorgt de zandgrond ervoor dat het gebied relatief droog is. Dit beperkt het aantal plantensoorten die in het gebied kunnen overleven. Typische planten in het gebied zijn de beukenboom (Fagus sylvatica), en de zomereik (Quercus robur). Echter krijgen deze bomen, met name de zomereik, last van lange periodes van droogte. Dit was bijvoorbeeld het geval in 2018, toen de warmste zomer sinds 1706.

### Waterhuishouding
Schaep en Burgh is voornamelijk afhankelijk van regenwater vanaf de Gooische heuvelrug. Deze regen is voldoende voor de aanwezige boomsoorten. Soorten zoals de es (Fraxinus excelsior) en de zwarte els (Alnus glutinosa) komen in het gebied niet voor, daarvoor is het te droog. Solitaire eiken kunnen erg groot worden, echter werd bij het aanleggen van de eikenlanen voor gekozen om bomen dicht naast elkaar te planten. Dit zorgde voor de verlangde landschapsstijl, de eiken bleven daarbij relatief kort en klein. Het is niet bekend of hier bewust voor is gekozen of dat er een gebrek aan kennis was over de haalbare lengte van solitaire eiken. Ten zuiden van het gebied in de buurt van de Leeuwenlaan staat een massieve solitaire eik die ouder is dan 200 jaar.

### Voedselketen
De voedselketen is een opeenvolging van interacties tussen verschillende organismen. In de lente zijn bijvoorbeeld honderden zandbijen (Andrena) actief met het maken van nesten en het verzorgen van hun larven, waaronder de zwart rosse zandbij (Andrena clarkella), de grijze zandbij (Andrena vaga) en het roodbuikje (Andrena ventralis). Hun nesten worden vervolgens geparasiteerd door onder andere pantserbloedbijen (Sphecodes gibbus) en roodharige wespbijen (Nomada lathburiana). Deze laatste dringen de nesten in van de zandbijen en leggen daar hun eigen eitjes. De eitjes van de zandbijen worden vervolgens geëlimineerd. Deze strategie is vergelijkbaar met die van de koekoek (Cuculus canorus), daarom wordt de wespbij ook wel 'koekoeksbij' genoemd.

### Verbinding
In het landgoed worden veelal zachte grenzen gehanteerd, hierdoor vindt er minder fragmentatie van het gebied plaats. Dit houdt onder andere in dat wandelpaden natuurlijke overgangen bezitten en aangelegd worden met natuurlijke bouwmaterialen (bijv. zandpaden). Verder zorgen meerdere waterpartijen, zoals kleine sloten en vijvers, voor zonering van het gebied. De sloten werden vroeger gebruikt door de boeren om hun landgoed te scheiden van elkaar. Overigens kunnen deze waterlichamen wel harde grenzen vormen voor bepaalde organismen.

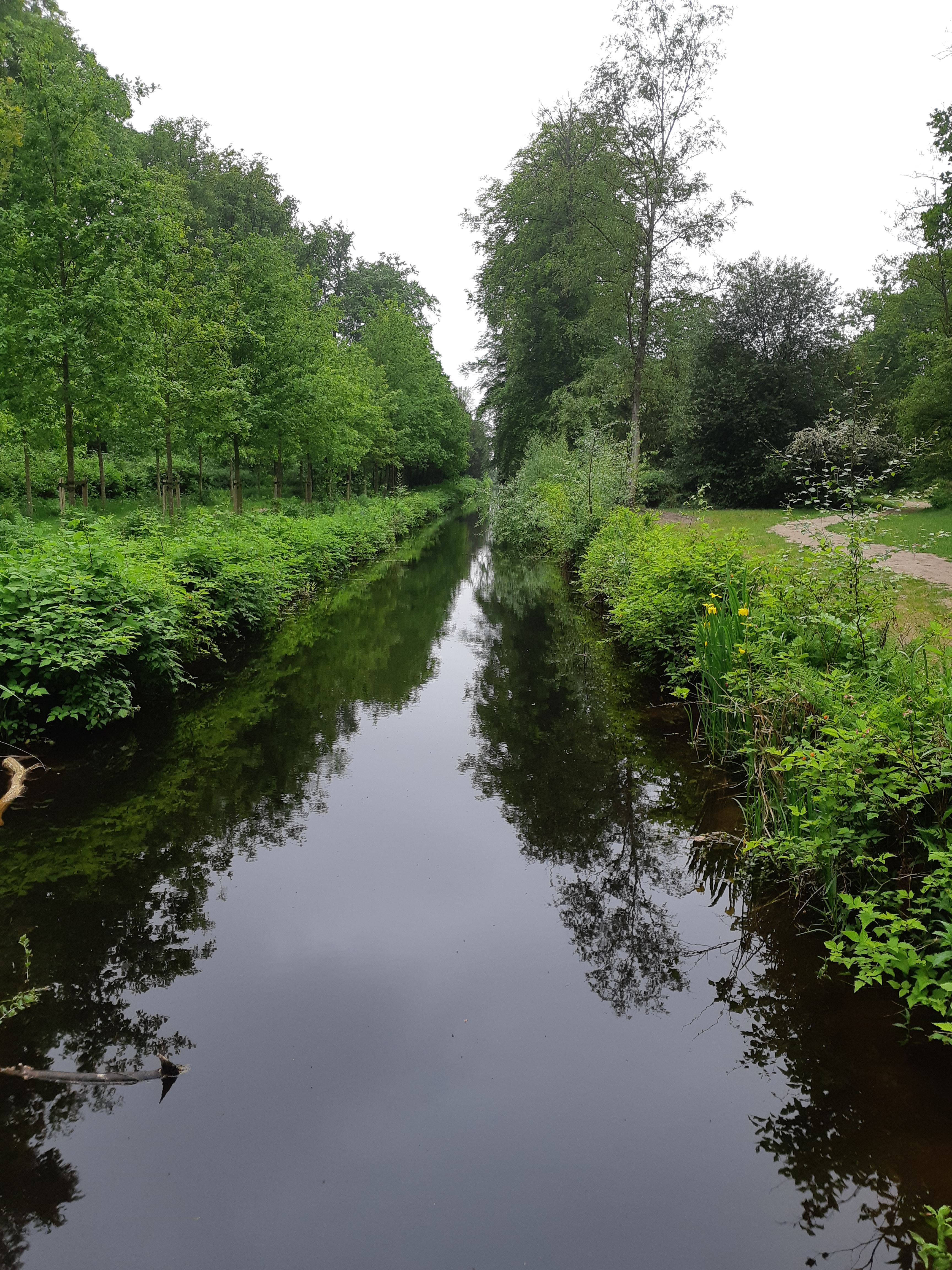
Zonering door sloot in Schaep en Burgh.

Vanuit Schaep en Burgh zijn dassen (Meles meles) naar het nabijgelegen Naardermeer gebied gemigreerd. Dassen kunnen ongeveer een afstand van 6 tot 7 km per dag afleggen. Uitbreiding van het landschap buiten deze gebieden is echter niet mogelijk aangezien het een begrensde eenheid is door o.a. omringende snelwegen. Hierdoor is ervoor gekozen om het gebied enkel te behouden en te onderhouden.

## Beheer
Het beheer van het park bestaat uit twee onderdelen: beheer van de diersoorten en beheer van de plantendiversiteit. Hierbij wordt de nadruk gelegd op de cultuurhistorische waarde van het gebied en wordt de Engelse landschapsstijl uit de 18e en 19e eeuw aangehouden. Hieronder vallen een aantal oude en veelal traditionele onderdelen zoals de eikenlaan en het ordelijk houden van de wandelpaden. Er wordt relatief veel gras gemaaid, met name rondom het Capitool, zodat deze toegankelijk blijft voor bezoekers. Oude bomen die omvallen worden echter niet opgeruimd, enkel wanneer ze direct over het pad liggen. Zo krijgt de natuur zijn plek in dit recreatiepark.
Voor de verschillende diersoorten wordt een niet betreden beleid gevoerd, waarin zo veel mogelijk nestplaatsen beschermd worden en eventueel met dichtere bebossing worden verborgen. Dit is bedoeld om de verstoring door zowel bezoekers als hun huisdieren te beperken. Daarnaast wordt er ook samengewerkt met verschillende vrijwilligersinstanties die zich bezighouden met de populatie stand en het monitoren hiervan. Hieronder valt de dassenpopulatie, het tellen van vlinderroutes en het aantal broedvogels.

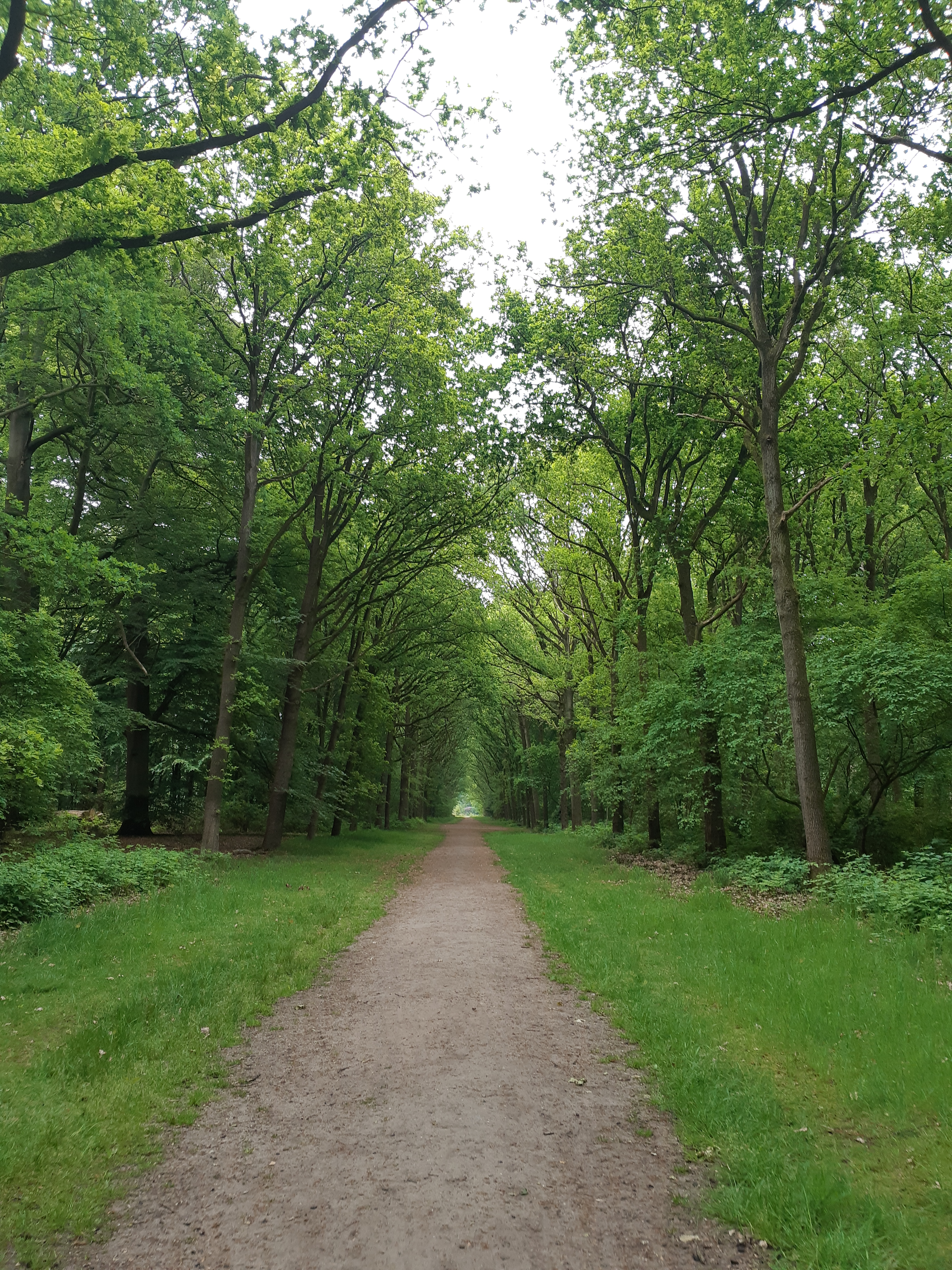
Eikenlaan volgens de Engelse Landschapstijl.

Verder wordt er in het beheer rekening gehouden met de cultuurhistorische waarde van het landgoed. Zo is er nog steeds de “slangenmuur” te vinden, waar in de inkepingen tegen de zuidzijde van deze muur bepaalde subtropische planten kunnen groeien zoals de perzik (Prunus persica). Mochten er bomen over de jaren heen wegvallen, dan worden deze aan de hand van de vroegere inrichting van het park weer herplant. Dit aspect is onderdeel van een continue plan. Per 6 of 12 jaar wordt er een herstelplan gemaakt. Hierbij wordt er dan ook een kwaliteitstoets gemaakt van het gebied d.m.v. een aantal parameters, zoals boomsoorten, begrazingsdruk in de kleine weilanden met koeien, etc. Aan de hand hiervan wordt dan weer een verder beleid opgesteld.

### Verstoringen
In het gebied wordt er ook gebruik gemaakt van actuele beleidsmaatregelen. Deze kunnen per situatie worden aangemaakt of opgeheven. Zo werd er in 2018 een rookverbod ingesteld vanwege de extreme droogte. Ook is het verboden om honden bij het uitlaten los te laten lopen in het gebied. Een BOA kan bij overtreden van deze voorschriften boetes uitdelen. Loslopende honden zorgen namelijk voor paniek bij dieren in het gebied, bijvoorbeeld reeën. Het is voorgekomen dat groot wild werd doodgebeten door een loslopende grote hond. De fauna in het gebied lijdt meer onder de verstoringen van bezoekers dan de flora in het gebied. Jaarlijks worden er evenementen georganiseerd in het gebied, zoals het festival Wonderfeel. Of deze door kunnen gaan moet per evenement geëvalueerd worden door de ecoloog van het gebied. Op deze manier kan de verstoring van het gebied geminimaliseerd worden.

## Noemenswaardige soorten

### Vogels
Schaep en Burgh is rijk aan meerdere soorten vogels, waaronder trekvogels die kiezen om in dit gebied te rusten en broeden. Dominante trekvogels in dit gebied zijn de grauwe gans (Anser anser) en de nijlgans (Alopochen aegyptiaca). Deze laatste populatie bezoekt de regio Gooi en Vechtstreek met meer dan 250 individuen. Dit is een invasieve soort die afgelopen jaren in aantallen toeneemt. Verder kunnen bepaalde boom eigenschappen verschillende zangvogels aantrekken. Broedvogels houden bijvoorbeeld van hoge en oude bomen, dit is de voorkeur van de glanskop (Poecile palustris).
Daarnaast verschillen de soorten ook per seizoen. Veel kepen (Fringilla montifringilla) afkomstig uit Scandinavië verblijven hier gedurende de winter. Deze vinkachtige vogel kan gemakkelijk worden waargenomen vanwege de vele beuken in het park; kepen eten namelijk afgevallen beukennootjes.
In de winter zijn er ook meer appelvinken (Coccothraustes coccothraustes) en kramsvogels (Turdus pilaris). Deze laatsten zijn afkomstig uit Noord- en Oost-Europa en verblijven in Nederland gedurende de winter. Het gebied werd ook bezocht door meerdere paren ijsvogels (Alcedo atthis). Echter door een korte maar strenge vorstperiode in maart 2018 stierven de 8-9 broedende ijsvogels. In de hele regio nam het aantal paren af van 104 naar 14 broedparen. Niettemin, ijsvogels hebben 3 legsels per jaar en kunnen per werp tot aan 6 jong krijgen. Momenteel zijn vanuit het Naardermeer ijsvogels weer terug het gebied in gekomen, en ondanks de kleine aantallen wordt verwacht dat over vijf jaar de populatie aantallen weer hersteld zijn.
Verder zijn in dit gebied meerdere spechtensoorten te bekennen zoals de grote bonte specht (Dendrocopos major) en zwarte specht (Dryocopus martius). In 2018 is de middelste bonte specht (Dendropicos medius) voor het eerst in dit gebied bezichtigd. Bovendien kent dit gebied grote aantallen van sijzen (Spinus spinus), ooievaren (Ciconia ciconia), boomklevers (Sitta europaea) en boomkruipers (Certhia brachydactyla). Net als spechten zijn boomklevers en boomkruipers zandgrond soorten en verblijven het gehele jaar in Schaep en Burgh.
Ook roofvogels zoals de buizerd (Buteo buteo) en de havik (Accipiter gentilis) broeden in dit gebied.

### Invasieve soorten

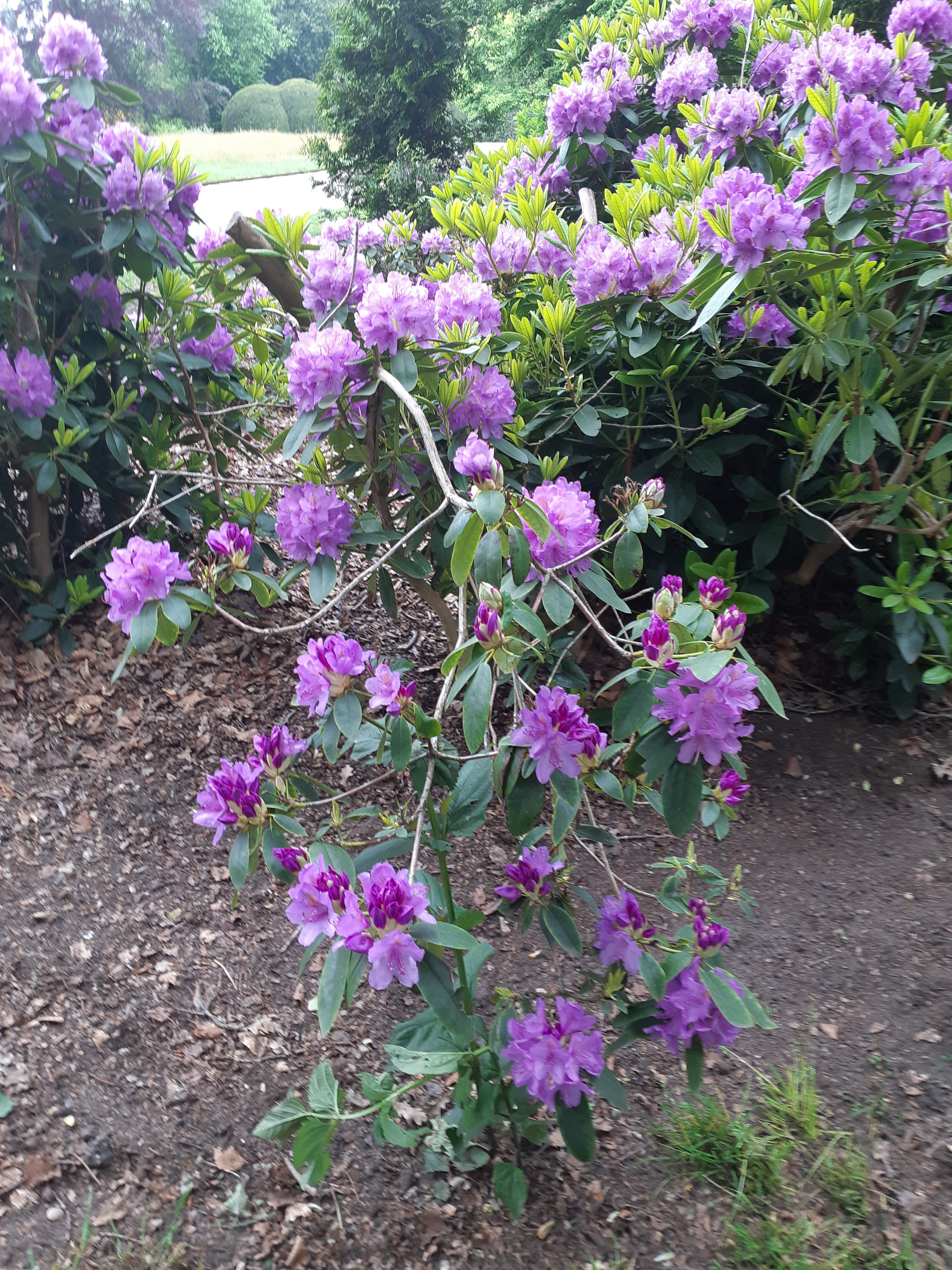
Pontische rododendron in Schaep en Burgh.

In dit landschap zijn een aantal invasieve soorten geïntroduceerd die inheemse soorten wegconcurreren. De meest algemene plaag is de reuzenbalsemien (Impatiens glandulifera). Deze kan met wortel en al verwijderd worden, desalniettemin vereist dit de aandacht van meerdere vrijwilligers. Een andere plaag is de Japanse duizendknoop (Reynoutria japonica). Dit onkruid veroorzaakt in meerdere Nederlandse regio's schade aan onder meer gebouwen en wegen. Bovendien bedreigd dit onkruid door zijn competitieve aard inheemse flora. In tegenstelling tot andere Europese landen is in Nederland het gebruik van glyfosaat bevattende bestrijdingsmiddelen, zoals Roundup, op openbare terreinen verboden. Hierdoor moet de Japanse duizendknoop regelmatig met de hand verwijderd worden om uiteindelijk het wortelsysteem uit te putten. Dit is omslachtig en arbeidsintensief werk. Ondanks dat er nieuwe bestrijdingsmiddelen op de markt zijn, is er nog geen effectief bestrijdingsmiddel verschenen.
Daarnaast vormt de rode Amerikaanse rivierkreeft (Procambarus clarkii) een bedreiging voor het aquatische systeem in het landschap. Deze rivierkreeft heeft de waterschimmel Aphanomyces astaci, beter bekend als kreeftenpest, geïntroduceerd waardoor inheemse kreeften binnen enkele weken sterven. Hierdoor zijn de Europese rivierkreeften (Astacus astacus) populaties ernstig afgenomen.
Door de grote aantallen van de nijlgans vindt er een sterke concurrentie plaats voor voedselbronnen en leefruimte. Verder kan de nijlgans hyper-agressief gedrag vertonen tegenover andere soorten. Deze soort kan hierdoor gezien worden als een invasieve soort. Meningen lopen hierover uiteen.
Opvallend in het Schaep en Burgh landschap is de pontische rododendron (Rhododendron ponticum). In het Verenigd Koninkrijk wordt deze soort beschouwd als een invasieve soort. Toch ondervindt dit landschap geen last van de rododendron en blijft deze op de plek waar hij aangeplant wordt.

### Overige soorten

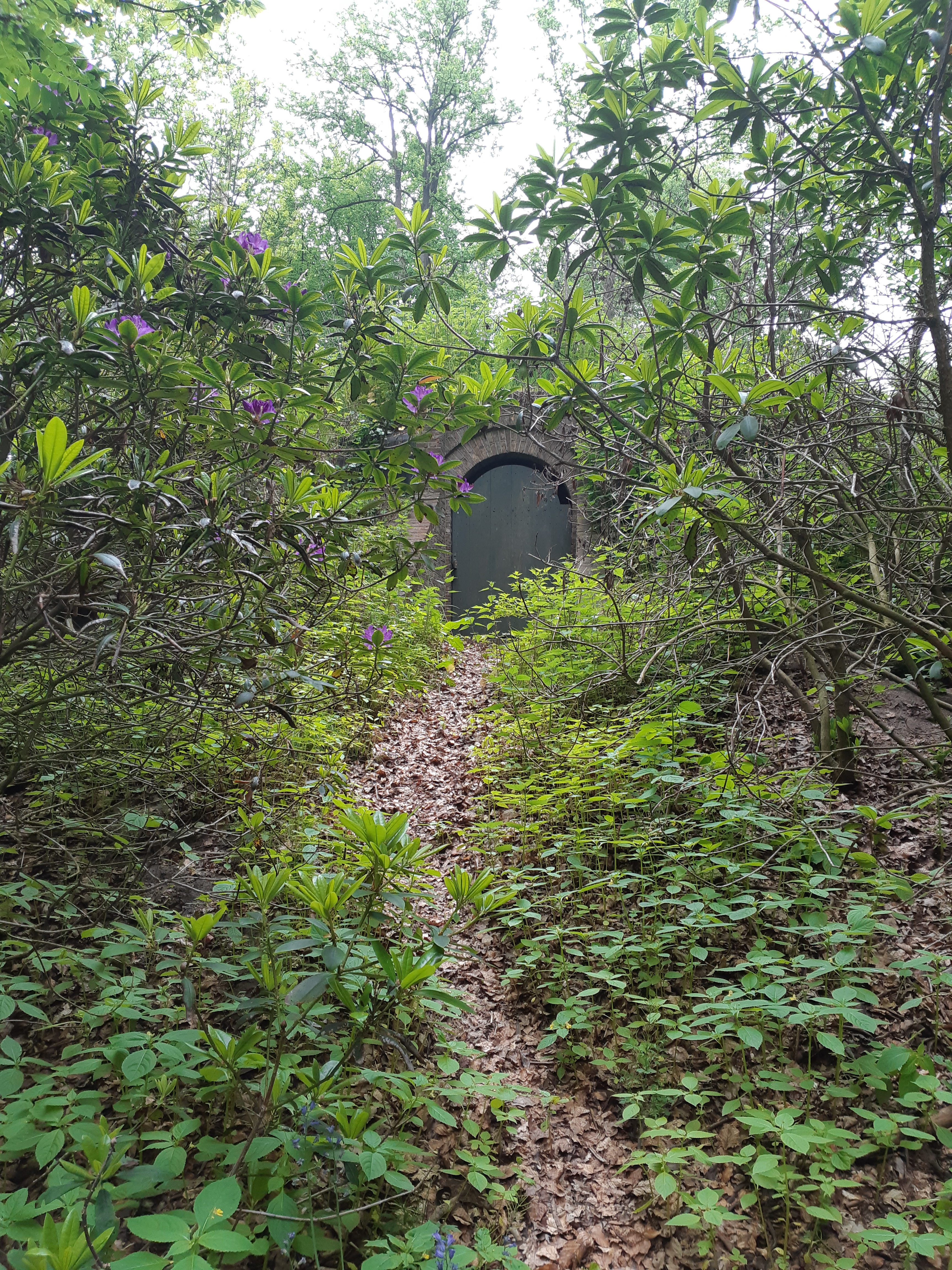
IJskelder in Schaep en Burgh, overwinterplaats voor meerdere soorten vleermuizen.

In Schaep en Burgh zijn geen ecosystem engineers, echter zijn er wel andere noemenswaardige soorten. Zo verblijven in de ijskelder vijf soorten vleermuizen, waaronder de Brandt's vleermuis (Myotis brandtii), de watervleermuis (Myotis daubentonii), grootoor vleermuis (Plecotus auritus), dwergvleermuis (Pipistrellus pipistrellus) en de franjestaart vleermuis (Myotis nattereri).
Schaep en Burgh is daarnaast ook een leefgebied voor dassen (Meles meles), vossen (Vulpes vulpes), reeën (Capreolus capreolus) en boommarters (Martes martes). Boommarters bewegen van tak naar tak en komen daardoor weinig op de grond. Ze predateren daarom voornamelijk op vogels.
Er worden een aantal grote grazers in het gebied gehouden. Dit zijn de koeien van boeren uit de omgeving. De begrazingsdruk in het gebied wordt relatief laag gehouden, maar deze kan na revisie worden aangepast naar de behoeften van het gebied.

## Trivia
- Voor de televisieserie Swiebertje werd Schaep en Burgh als decor gebruikt als het kasteel van de baron en de barones van Troetelaer tot Stoethaspel. Van Schaep en Burgh hebben ze ook een miniatuur gemaakt voor de serie wat later als maquette werd gebruikt.